# Trieste (1925)
Trieste byl těžký křižník italského námořnictva třídy Trento. Křižník byl postaven v letech 1925–1928 v loděnici Stabilimento Tecnico Triestino v Terstu (po tomto městě je také pojmenován). Měl sesterskou loď Trento.

## Služba
Trieste společně se sesterským Trento bojovaly v listopadu 1940 v bitvě u mysu Spartivento a v březnu 1941 v Bitva u Matapanu. Dne 21. listopadu 1941 však Trieste těžce poškodila a na řadu měsíců vyřadila ze služby torpéda britské ponorky HMS Utmost.
V polovině roku 1942 se křižník vrátil do služby. Kotvil v přístavu La Maddalena na Sardinii, když ho zde 10. dubna 1943 potopila spojenecká letadla. Po válce byl sešrotován.